# Classe Vanguard
Pour les articles homonymes, voir Vanguard.
La classe Vanguard est une classe de 4 sous-marins nucléaires lanceurs d'engins de nouvelle génération de la Royal Navy, commissionnés de 1994 à 1999. Ils sont, de loin, les plus gros SNLE en service dans la Royal Navy, déplaçant presque le double de leurs prédécesseurs de la classe Resolution.
Pouvant emporter 16 missiles Trident D5, ils sont l'unique vecteur de l'arsenal nucléaire du Royaume-Uni depuis le retrait des bombes nucléaires larguées par bombardiers en 1998. Leur base sous-marine est la His Majesty's Naval Base Clyde dans la région d'Argyll and Bute dans l'ouest de l'Écosse.
Le premier tir d'essai remonte au 26 mai 1994, le second le 20 juin 1994 et la première patrouille opérationnelle en décembre de la même année.

## Bâtiments
Bien qu'ils aient, à l'instar de la marine nationale française et américaine, 2 équipages par sous-marin, un seul Vanguard est en permanence en patrouille.
| Nom                  | Mise sur cale    | Lancement         | Entré en service | Test de lancement 1 | Test de lancement 2 | 1re patrouille | Indisponibilité périodique pour entretien et réparations |
| -------------------- | ---------------- | ----------------- | ---------------- | ------------------- | ------------------- | -------------- | -------------------------------------------------------- |
| HMS Vanguard (S28)   | 3 septembre 1986 | 4 mars 1992       | 14 août 1993     | 26 mai 1994         | 20 juin 1994        | décembre 1994  | février 2002 – juin 2004                                 |
| HMS Victorious (S29) | 3 décembre 1987  | 29 septembre 1993 | 7 janvier 1995   | 24 juillet 1995     | 22 août 1995        | décembre 1995  | juin 2004 – 2006                                         |
| HMS Vigilant (S30)   | 16 février 1991  | 14 octobre 1995   | 2 novembre 1996  | 10 octobre 1997     |                     | juin 1998      | mai 2009 - mars 2012                                     |
| HMS Vengeance (S31)  | 1er février 1993 | 19 septembre 1998 | 27 novembre 1999 | 21 septembre 2000   |                     | février 2001   | mars 2012 - 2014                                         |

## Armement stratégique

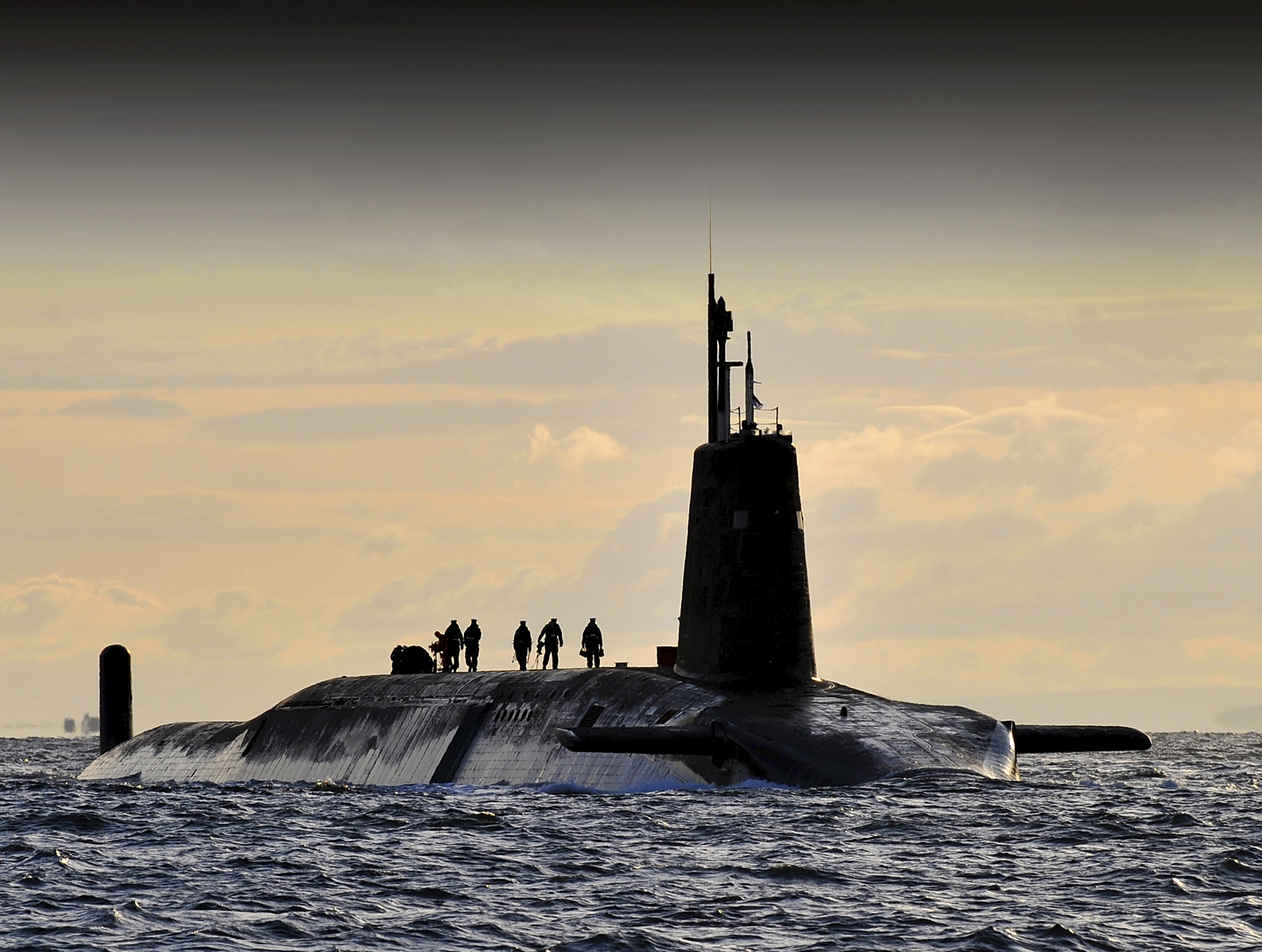
Le HMS Vanguard à Faslane.

En 2008, 160 des 225 ogives nucléaires britanniques sont immédiatement opérationnelles à bord des 58 missiles balistiques Trident D5 pouvant être emportés par ces bâtiments.
En juin 2011, le nombre de têtes nucléaires embarquées sur chaque sous-marin nucléaire lanceur d’engins britannique est réduit de 48 à 40. Le nombre de missiles opérationnels Trident D5 embarqués sur chaque sous-marin de la classe Vanguard est réduit à 8, et le nombre total de têtes nucléaires opérationnelles passe de 160 à 120 entre 2011 et 2015.

## Comparaison avec les autres SNLE
| Caractéristique                 | Le Triomphant                                                            | Ohio                                                                                           | Delta IV                                                              | Boreï                                                        | Resolution                                    | Vanguard                                              | Dreadnought                                            | Jin                                            |
| ------------------------------- | ------------------------------------------------------------------------ | ---------------------------------------------------------------------------------------------- | --------------------------------------------------------------------- | ------------------------------------------------------------ | --------------------------------------------- | ----------------------------------------------------- | ------------------------------------------------------ | ---------------------------------------------- |
| Pays                            | France                                                                   | États-Unis                                                                                     | Russie                                                                | Russie                                                       | Royaume-Uni                                   | Royaume-Uni                                           | Royaume-Uni                                            | Chine                                          |
| Mise en service                 | 1997-2010                                                                | 1981-1997                                                                                      | 1984-1990                                                             | 2013-                                                        | 1967-1969                                     | 1993-1999                                             | 2028-                                                  | 2010-                                          |
| Unités construites/à construire | 4/0                                                                      | 18/0                                                                                           | 7/0                                                                   | 5/7                                                          | 4/0                                           | 4/0                                                   | 0/4                                                    | 6?/?                                           |
| Longueur                        | 138 m.                                                                   | 170 m.                                                                                         | 166 m.                                                                | 170 m.                                                       | 130 m.                                        | 149,9 m.                                              | 152,9 m.                                               | 135 m.                                         |
| Diamètre                        | 10,6 x 12,5 m.                                                           | 13 m.                                                                                          | 8,8 x 12,3 m.                                                         | 10 x 13,5 m.                                                 | 9,17 x 10 m.                                  | 12 x 12,8 m.                                          | ?                                                      | 12,5 m.                                        |
| Déplacement en plongée          | 14 335 t.                                                                | 18 750 t.                                                                                      | 18 200 t. ?                                                           | 24 000 t.                                                    | 8 400 t.                                      | 15 600 t.                                             | 17 200 t.                                              | 11 000 t.                                      |
| Vitesse                         | 25 noeuds (46 km/h)                                                      | 25 noeuds                                                                                      | 24 noeuds                                                             | 30 noeuds                                                    | 25 noeuds                                     | > 25 noeuds                                           | ?                                                      | ?                                              |
| Profondeur                      | > 400 m.                                                                 | > 240 m.                                                                                       | 320 m.                                                                | 450 m.                                                       | ?                                             | ?                                                     | ?                                                      | ?                                              |
| Équipage                        | 111                                                                      | 155                                                                                            | ?                                                                     | 107                                                          | 143                                           | 135                                                   | ?                                                      | ?                                              |
| Missiles stratégiques           | 16 missiles M51 avec 6 têtes de 100 kt Portée : 9000/10000 km            | unique version nucléaire[pas clair] 24 Trident II D5 avec 12 têtes de 100 kt Portée : 11300 km | 24 Layner avec 4 à 12 têtes de 500/100 kt Portée : 8000 à 12000 km    | 16 Boulava avec 6 à 10 têtes de 150/100 kt Portée : 10000 km | 16 Polaris 2 têtes de 200 kt Portée : 4600 km | 16 Trident II 1 à 8 têtes de 100 kt Portée : 12000 km | 12 Trident II D5 à 8 têtes de 100 kt Portée : 11300 km | 12 JL-2 1 à 8 têtes de 455 kt Portée : 7200 km |
| Armement conventionnel          | 4 tubes lance-torpilles 18 torpilles F17 ou missiles anti-navires Exocet | 4 tubes lance-torpilles uniqut version non nucléaire 154 missiles de croisière Tomahawk        | 4 tubes lance-torpilles Missiles anti-navires Viyuga 12 armes en tout | 6 tubes lance-torpilles Missiles anti-navires Viyuga         | 6 tubes lance-torpilles                       | 4 tubes lance-torpilles                               | ?                                                      | ?                                              |

## Remplacement
Le Royaume-Uni maintient une force de dissuasion nucléaire depuis 1956. Depuis 1969, il y a toujours eu au moins un SNLE britannique à la mer. Bien que le Premier ministre Tony Blair ait déclaré le 4 décembre 2006 la continuité de la dissuasion nucléaire jusqu'en 2020, la Chambre des communes comme le National Audit Office s'inquiètent de la validité de cet engagement et s'interrogent sur la prolongation de la vie opérationnelle des Vanguard jusqu'en 2024, date de l'entrée en service de leurs successeurs,. En tout état de cause, estime la Cour des comptes britannique, une décision en ce sens devrait être prise au plus tard en septembre 2009. Par ailleurs, une source majeure d’inquiétude est le maintien des compétences pour le développement et la construction des sous-marins : l’une des principales raisons des retards connus par les sous-marins nucléaires d'attaque de classe Astute est que la Royal Navy n’a pas commandé de sous-marin pendant de nombreuses années. L'United States Navy se trouve dans une situation similaire, ayant accéléré la construction des SNA de classe Virginia au détriment de ses sous-marins nucléaires lanceurs d'engins. Aussi, le calendrier de remplacement des SNLE britanniques comme américains devrait être calé sur 2019, avec la construction d'équipements en commun.
Le gouvernement britannique a décidé en 2011 le remplacement des SNLE de classe Vanguard et a initié avec BAE Systems, sous l’appellation de programme Successor, un certain nombre d'études à cette fin. Après deux contrats de respectivement 389 et 373 millions d'euros, BAE Systems a signé un troisième contrat de 89 millions d'euros en décembre 2013 pour poursuivre les études préalables. Le design et les spécificités définitives sont annoncés en 2016, et le projet sera finalement appelé la classe Dreadnought le 21 octobre 2016, pour une mise à disposition opérationnelle en 2028. La construction du premier commence le 5 octobre 2016.